# Topóliana
Topóliana är en ort i Grekland.   Den ligger i prefekturen Nomós Evrytanías och regionen Grekiska fastlandet, i den centrala delen av landet, 230 km nordväst om huvudstaden Aten. Topóliana ligger 476 meter över havet och antalet invånare är 229.
Terrängen runt Topóliana är kuperad åt sydost, men åt nordväst är den bergig. Runt Topóliana är det glesbefolkat, med 9 invånare per kvadratkilometer. Närmaste större samhälle är Ágrafa, 19,2 km öster om Topóliana. 